# 쿠라흐

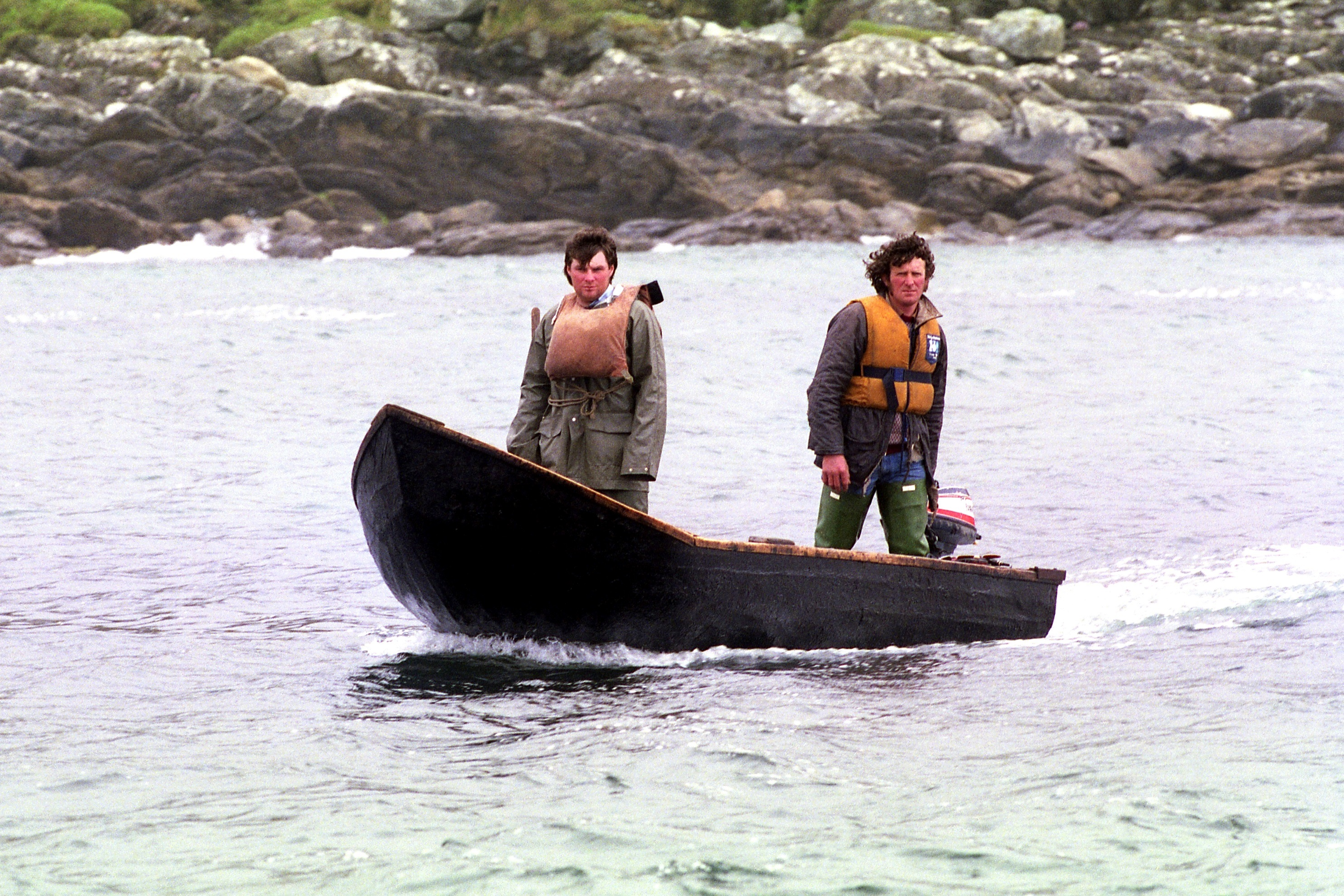
1986년 아일랜드 서해안에서 모터가 달린 쿠라흐를 타고 항구로 돌아오는 어부들

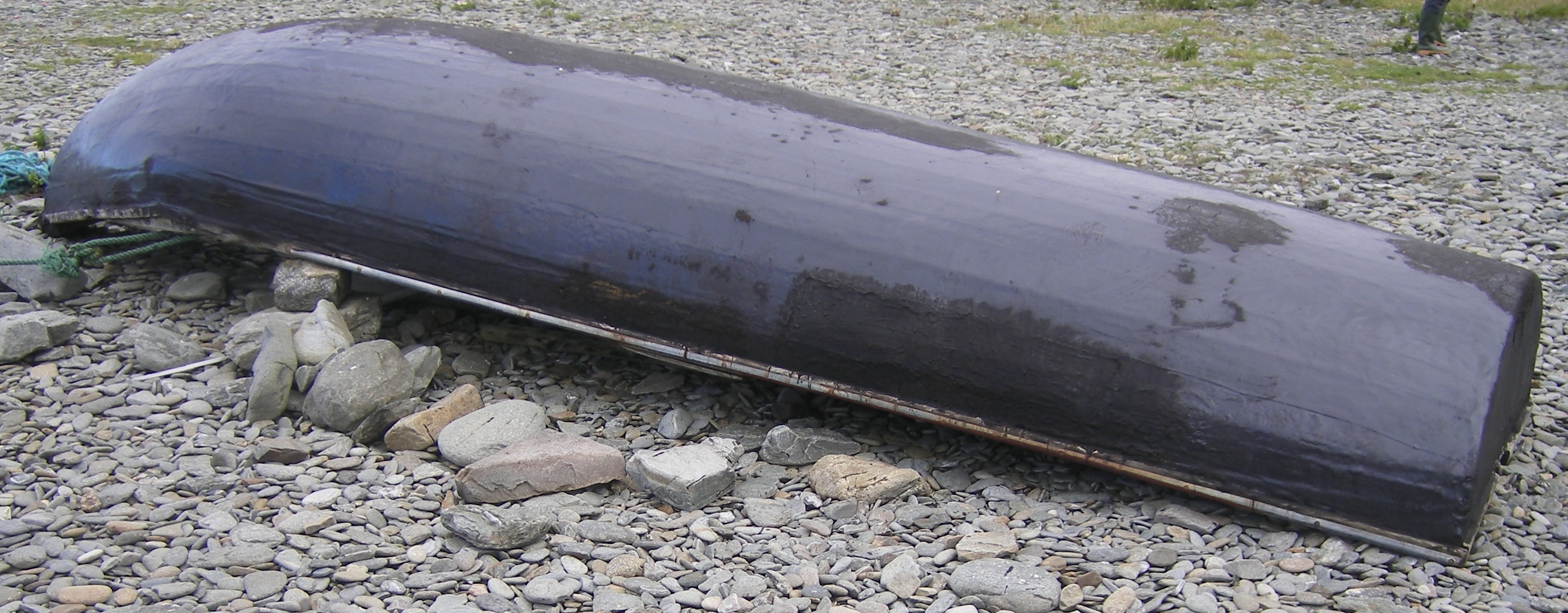
골웨이의 이니쉬보핀 해안의 쿠라흐

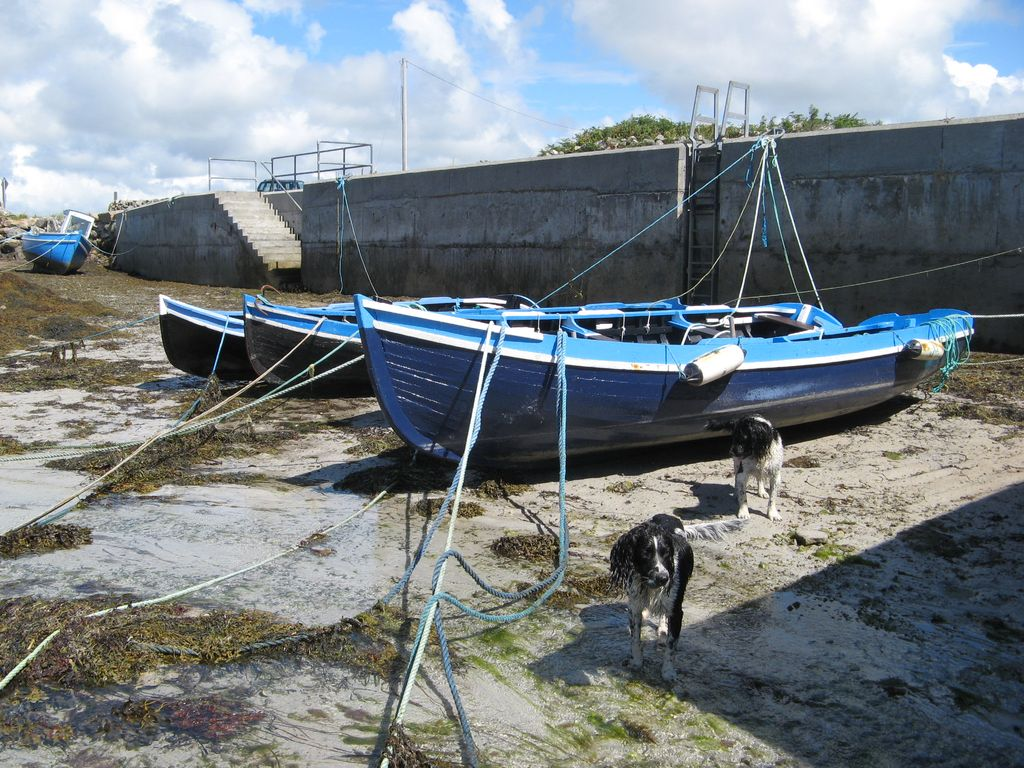
골웨이의 카르나 근처에 있는 간만의 차가 큰 항구에 있는 여러 대의 나무 보트

쿠라흐(아일랜드어: curach ga)는 나무 틀 위에 동물의 가죽을 늘여 만든 아일랜드 보트의 한 종류이지만, 지금은 캔버스가 더 흔하다. 때로는 "curragh"로 영문화되기도 한다.
쿠라흐의 구조와 디자인은 아일랜드 서해안에서 독특하게 발견된다. 코크주, 워터퍼드주, 케리주에서는 "나옴호그(naomhóg)" ga라고 불리며, 웨스트 클래어에서는 "카누"라고 불린다. 코러클과 유사하지만 둘은 독립적으로 발생했다. 코노트 서해안에서 발견되는 판자로 만든 노 젓는 배는 쿠라흐 또는 "쿠라흐 아드마이드(curach adhmaid)"("나무 쿠라흐")라고도 불리며, 캔버스 덮개와 매우 유사한 스타일로 제작된다. 민간 어원으로는 나옴호그는 "작은 성스러운 것", "작은 여성 성인"을 의미하며, 먼스터 발음 ga "성인, 성스러운"에서 온 나옴과 여성 축약 접미사 -오그(óg)에서 유래했다고 한다. 다른 설명으로는 라틴어 나비스(navis)에서 유래했으며, 아일랜드어 나의(nae)라는 배에서 유래했다는 제안도 있다.
이보다 큰 버전은 간단히 바드 이오마르다(bád iomartha)(노 젓는 배)로 알려져 있다. 이 나무 보트의 원형은 1900년경 이니쉬니에서 제작되었으며, 클레건 항구에서 본 외국 선박의 보조선에서 기반을 두었다는 제안이 있다. 이 나무 보트들은 코네마라 해안을 따라 작업용 배로 캔버스 쿠라흐를 점진적으로 대체했다. 이 노 젓는 쿠라흐는 최대 20피트에 달했으며, 여전히 북 도네골 해상에서 볼 수 있다.
쿠라흐는 전통적으로 해상 보트이자 내수면 선박이었다. 강 쿠라흐는 특히 얕은 흘수와 기동성으로 잘 알려져 있었다. 프레임은 개암나무 막대와 버드나무 잔가지로 구성되었으며, 한 겹의 황소 가죽으로 덮여 있었는데, 이는 쿠라흐를 단열할 뿐만 아니라 모양을 결정하는 데도 도움이 되었다. 이 쿠라흐는 사우스 웨일스 강에서 흔했으며, 아일랜드에서는 종종 보인 쿠라흐라고 불렸다. 그러나 아일랜드가 1948년에 연어와 다른 담수어의 그물 잡이를 불법으로 선언하면서 사용이 빠르게 중단되었다.

## 역사

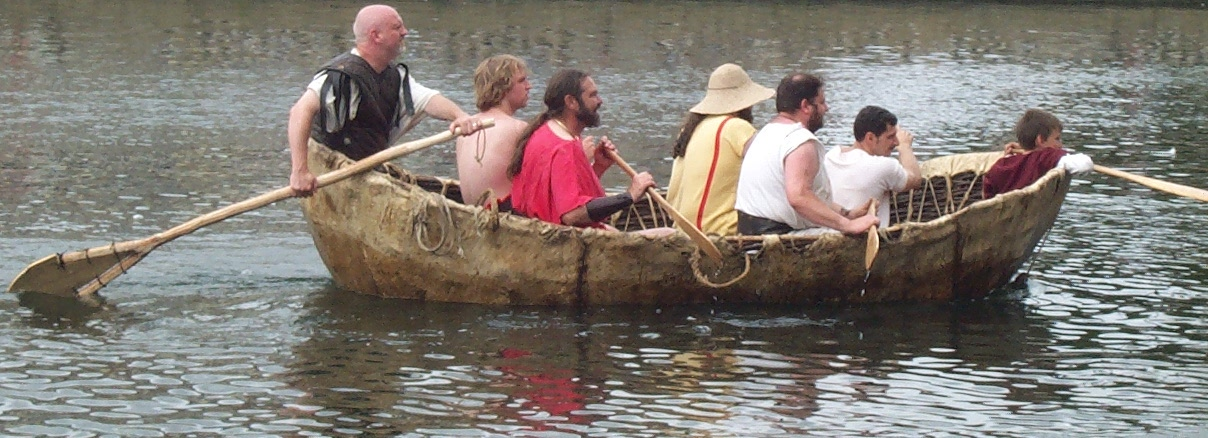
1세기 스킨 덮개 보트를 재현한 베드퍼드의 그레이트 우즈 강

신석기 시대 동안, 첫 정착민들은 아일랜드 북부에 상륙했으며, 아마도 쿠라흐의 조상인 보트를 타고 도착했을 것이다. 신석기 시대 동안 나무 접합 방법의 발전으로 오늘날의 쿠라흐를 결국 만들 수 있게 되었다. 아일랜드 동부에서 발견된 쿠라흐에서 가죽으로 덮인 바구니의 기원이 명확하며, 신석기 시대에 쿠라흐 안감을 가죽으로 사용함으로써 초기 아일랜드인들이 아일랜드 섬으로 건너갈 수 있었을 것이다.
쿠라흐는 아일랜드 보트 및 선박 제작의 두 가지 전통 중 하나인 가죽 덮개 선박과 나무 선박을 대표한다. 전자의 허술한 구조 때문에 해양 고고학자에게 어떤 유적도 남아 있을 가능성이 낮지만, 서면 자료에서 그 고대성이 명확하다.
이 중 하나는 성 브렌단(아일랜드 남서부에서 약 484년 출생)의 항해에 대한 라틴어 기록인 나비가티오 상티 브렌다니 아바티스(Navigatio sancti Brendani abbatis)이다. 여기에는 대양 항해 보트 제작에 대한 기록이 포함되어 있다. 즉, 철제 도구를 사용하여 승려들은 얇은 측면과 나무 갈빗대를 가진 "당시 그 지역 관습대로"("sicut mos est in illis partibus") 선박을 만들고, 참나무 껍질로 가공한 가죽으로 덮었다. 가죽 접합부는 타르를 사용하여 봉인했다. 그런 다음 선박 중앙에 돛대를 세우고 돛을 달았다. 항해 자체는 본질적으로 경이로운 이야기이지만, 설명된 선박은 당시 일반적인 관행에 따라 제작되었음을 암시한다. 같은 시대의 아일랜드 순교자 명부에는 아란 섬에서 흔히 사용되는 배는 고리버들 세공으로 만들어지고 소가죽으로 덮여 있다고 기록되어 있다.
팀 세버린은 브렌단의 설명을 최대한 따르고 소수의 전통 장인의 기술과 지식을 활용하여 그러한 배를 건조했으며, 그 결과가 아일랜드에서 신대륙으로 항해하여 상당히 항해에 적합함을 보여주었다.
웨일스의 제럴드는 그의 히베르니아 지리지(Topographia Hibernica, 1187)에서 특정 선원들로부터 들었다고 전한다. 그들은 코노트 해안에서 폭풍우를 피해 피난하던 중, 가는 고리버들 세공 보트에 가죽을 덮고 접근하는 두 명의 장발에 옷을 거의 입지 않은 남자들을 보았다. 승무원들은 두 사람이 아일랜드어를 사용한다는 것을 알았고 그들을 태웠는데, 그때 그들은 전에 한 번도 큰 나무 배를 본 적이 없다며 놀라움을 표현했다.
중세 전기부터 근세까지의 기록의 일관성을 보면 쿠라흐의 구조와 디자인은 그 사이에 근본적인 변화를 겪지 않았을 가능성이 높다.
필립 오설리번 베어의 아일랜드의 엘리자베스 시대 전쟁에 대한 17세기 라틴어 기록에는 섀넌강을 건너기 위해 급히 건조된 두 척의 쿠라흐에 대한 설명이 포함되어 있다. 큰 쿠라흐는 다음과 같이 제작되었다. 두 줄의 버드나무 가지가 서로 마주 보게 땅에 박혔고, 위쪽 끝은 서로 구부러져("ad medium invicem reflexa") 끈으로 묶였으며, 그 후 만들어진 틀은 뒤집어졌다. 그런 다음 내부에는 판자, 좌석 및 가로대가 장착되었고("cui e solida tabula, statumina, transtraque interius adduntur"), 외부에는 말 가죽이 고정되었고 노걸이가 있는 노가 제공되었다. 이 선박은 한 번에 30명의 무장한 병사를 태울 수 있다고 설명된다.

### 코러클과의 관계
쿠라흐는 코러클, 즉 영국 일부 지역에서 사용되는 비슷한 원형 보트와 남아시아 및 동남아시아 전역에서 흔히 사용되는 "코러클"이라는 넓은 원형 보트군과 밀접한 유사성을 지닌다. 이 비아일랜드 코러클들은 궁극적으로 기원전 9세기, 심지어는 기원전 2천년기 초까지 거슬러 올라가는 이라크의 원형 강 보트인 쿠파에서 기원한다. 그러나 쿠라흐와 코러클, 쿠파의 유사성은 우연이다. 20세기 초에 쿠라흐, 코러클, 쿠파를 광범위하게 연구한 영국의 민족지학자 제임스 호넬은 쿠라흐가 다중 발명의 경우로 코러클과 쿠파와 독립적으로 개발되었다고 믿는다.

## 해상 쿠라흐, 17세기경

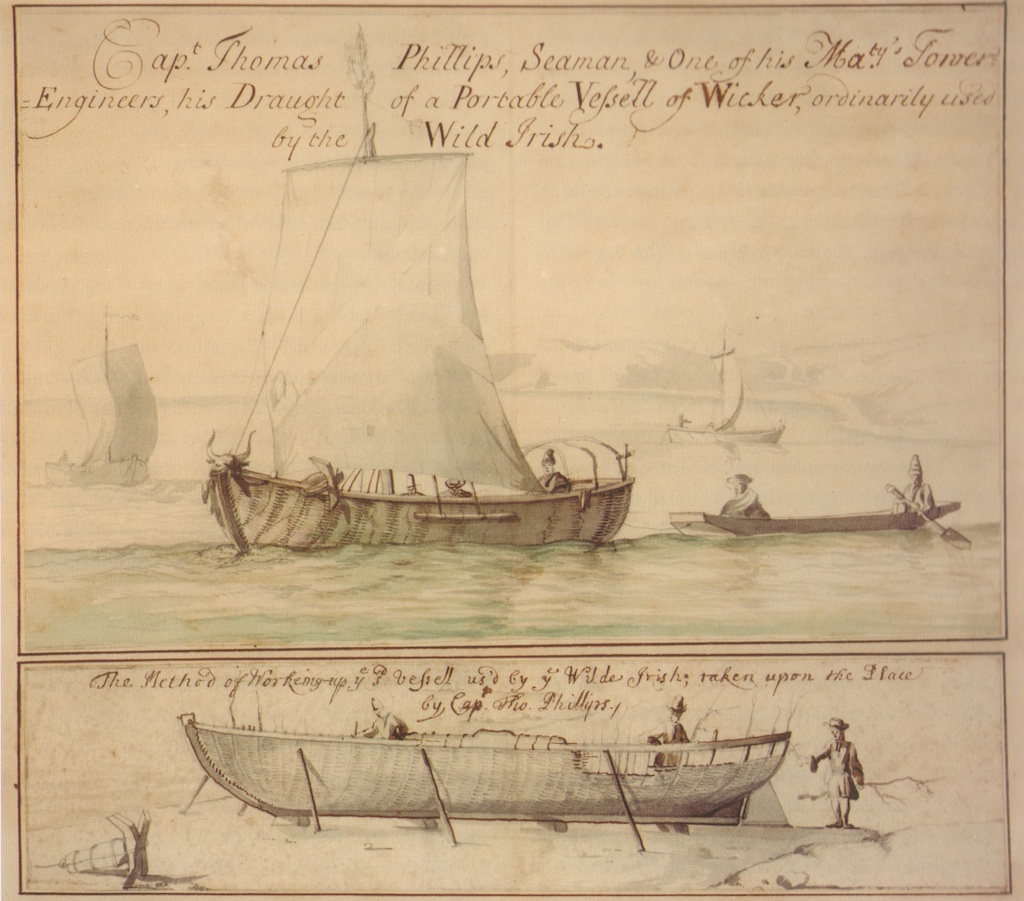
토마스 필립스 선장 - 쿠라흐

17세기 해상 쿠라흐의 제작 및 항해는 스킨 덮개 보트와 판자 제작 보트의 혼합형으로, 영국인 토마스 필립스 선장이 "야생 아일랜드인들이 흔히 사용하는 고리버들 휴대용 선박"이라고 다소 상세하게 묘사했다.
이 스케치의 정확성에 의문이 제기되었지만, 상세하며 해상 쿠라흐의 타당한 발전을 나타낸다. 선박은 약 20피트 길이이다. 용골과 방향키를 가지고 있으며, 갈비살이 있는 선체와 중앙에 돛대가 있다. 용골 때문에 선박은 바닥부터 위로 건설되는 것으로 나타난다. 덮개(아마도 동물 가죽일 것이다)가 추가되었고, 측면은 그 사이에 막대로 지지되었다.
돛대는 유지끈과 양쪽에 이중 쉬라우드에 의해 지지되며, 후자는 체인웨일 역할을 하는 외부 선반으로 내려간다. 포스테이는 야드암 위의 작은 갈퀴 위로 지나가는 것으로 표시되어 있으며, 이는 사각 돛을 지지한다. 마스트 탑에는 나뭇가지가 묶여 있다. 선미에는 덮개를 지지할 수 있는 이중 반원형 후프가 달려 있다.
필립스의 스케치는 당시 그러한 선박이 흔했다는 것을 암시한다. 용골은 보트의 조종성을 향상시키겠지만 선체는 유연하게 유지될 것이다.

## 현대 아일랜드 쿠라흐
쿠라흐는 일반적으로 튼튼하고 가벼우며 다용도 선박을 생산하기 위한 설계에 따라 제작된다. 프레임은 갈비살 프레임("후프")과 스트링거(종 방향 슬랫)로 이루어진 격자 구조로 구성되며, 상단에는 거널이 있다. 선수와 선미 기둥은 있지만 용골은 없다. 가로대는 필요에 따라 무릎이 제공되는 장착된다. 노걸이 또는 노핀은 노를 위해 장착되며, 최소한의 삭구만 있는 돛대와 돛이 있을 수 있다. 선체의 외부는 동물 가죽을 대체하는 타르 처리된 캔버스 또는 캘리코로 덮여 있다.
쿠라흐는 현대에 어업, 운송 및 양과 소를 포함한 상품 및 가축 운송에 사용되었다.
대서양 연안에서 쿠라흐 사용은 지속적이거나 보편적이지 않았다. 현대에 와서야 19세기 말(약 1880년)까지 아일랜드 남서부의 케리주에 도달하지 못했다. 그때까지 사용된 유일한 선박은 8명의 남자가 노를 저어야 하는 무거운 나무 세인 보트였다. 블라스켓 제도 사람들은 쿠라흐(또는 나옴호그)가 특히 유용하다는 것을 알았고, 독특한 지역 유형이 개발되었다.

### 올드브리지
아일랜드 강 쿠라흐는 여전히 보인 강가의 올드브리지에서 제작되고 있다. 여기서 생산되는 쿠라흐는 다른 많은 쿠라흐 스타일과 동일한 일반적인 제작 과정을 따르지만, 보인에서는 외층으로 타르 처리된 캔버스를 사용한다.

### 도네골
더니골주 쿠라흐에 대한 상세한 계획이 가능하다.
더니골 해상 쿠라흐는 제작 및 스타일 면에서 보인 쿠라흐와 매우 유사하지만, 두 지역은 서로 반대편 해안에서 생산된다. 더니골 해상 쿠라흐는 전통적인 노 대신 자유 패들을 사용하는 마지막 전통 아일랜드 선박이다.

### 메이요
메이요주 남부 쿠라흐는 다른 대부분의 쿠라흐 유형과 달리 격자 프레임 외부에서 달리는 스트링거 대신 바닥과 측면이 얇은 판자로 덮여 있다. 아킬섬에서는 쿠라흐가 이중 거널로 제작된다.

### 코네마라와 섬들
코네마라 쿠라흐는 또한 이중 거널과 노 막대의 사각 영역 한쪽에 부착된 특정 형태의 회전 블록 또는 "황소"로 구별된다.
아란 섬 사람들은 남쪽의 블라스켓 섬 사람들처럼 쿠라흐를 열심히 사용했다. 이 지역에서는 드물게 돛이 사용되었지만, 쉬라우드나 스테이는 없었다. 할리아드 외에는 앞쪽 줄과 태크 줄만 있었으며, 후자는 뒤쪽으로 연결되어 마지막 가로대에 고정되었다.
쿠라흐 경주는 여전히 인기가 많다. 1950년대 중반과 1960년대 초반에는 세오이 사촌들이 여러 카운티 및 전 아일랜드 챔피언십에서 우승하며 뛰어난 성적을 거두었는데, 여기에는 3년 연속 우승도 포함된다.

### 클래어
클래어 쿠라흐는 아란 섬 쿠라흐와 매우 유사했다. 제작 시, 목재 마커들이 일정한 간격으로 땅에 박혔다. 이들은 낮은 거널 프레임에 필요한 폭을 보여주는 데 도움이 되었다. 이것이 먼저 제작되었고, 그 다음에는 상단 프레임이 제작되었고, 가로대는 제자리에 못으로 고정되었다.

### 섀넌
소가죽으로 덮인 쿠라흐는 1840년대 중부 아일랜드의 러프 리 위쪽에서 여전히 흔했다. 그 이후로는 섀넌강 하구의 해상 끝을 제외하고는 사라졌다.

### 케리
케리 쿠라흐는 우아함과 속도로 명성이 높았다. 모든 쿠라흐는 돛을 달 수 있도록 준비되었으며, 짧은 돛대 신발의 소켓에 짧은 돛대가 장착되었고 쉬라우드는 없었다. 할리아드는 돛대 꼭대기 근처의 철제 링을 통과하여 작은 러그 세일을 올렸고, 이는 시트와 태크로 제어되었다. 항해 중에는 리 보드를 사용할 수도 있었다.

#### 쿠라흐 제작자

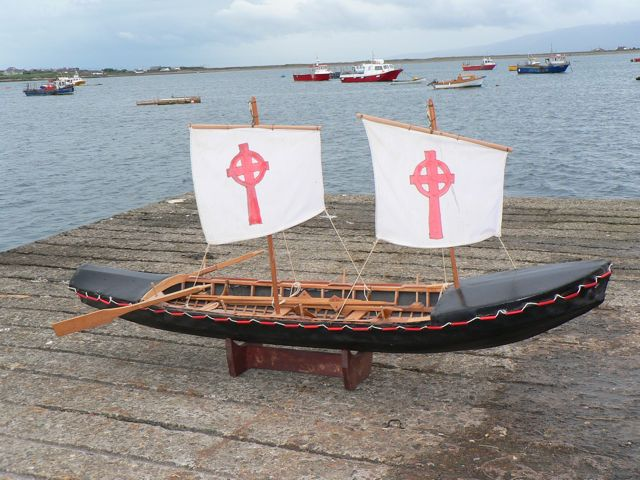
성 브렌단의 쿠라흐를 재현한 모형

현재 전업 쿠라흐 제작자는 거의 없다. 주목할 만한 예외는 코크에서 쿠라흐를 제작하고 쿠라흐 제작 교육을 하는 메이덜 마라이다. 그들은 또한 쿠라흐 경주를 조직한다.
2005년부터 웨스트 클래어에는 일렌 학교의 제임스 매디건의 지원을 받아 웨스트 클래어 쿠라흐라는 커뮤니티 기반 기업이 있다. 러프 네어의 커뮤니티 그룹인 LNBHA는 여러 셰리 나옴호그와 던패내기 및 토리 섬 쿠라흐를 제작했다. 서해안 다른 카운티에도 가끔 쿠라흐를 제작하는 보트 제작자들이 있다.

## 스코틀랜드 쿠라흐
전통적인 스코틀랜드 쿠라흐는 거의 멸종했지만, 가끔 재현되기도 한다. 북동부의 스페이강과 헤브리디스 제도에서도 사용된 것으로 알려져 있다.

### 성 콜룸바 히엔시스
콜룸바 히엔시스는 쿠라흐를 사용했다고 한다.
"그가 아이오나섬에 도착한 지 2년이 지난 어느 날, 콜룸바는 해변으로 가서 고리버들과 소가죽으로 만든 배가 정박해 있는 것을 보았는데, 이는 하이 공동체 구성원 중 섬에서 떠나야 할 필요가 있는 사람이라면 누구에게나 사용할 수 있도록 준비되어 있었다. 그는 친구이자 전 학우인 콤갈과 아그하보의 카인네흐 두 명과 함께 충실한 수행원들의 작은 호위를 따랐다. 쿠라흐에 자리를 잡고, 그와 일행은 해협을 가로질러 본토로 노를 저어갔다."
룸의 성 베칸은 서기 632년부터 40년 동안 섬에 살았을 수 있으며, 그의 사망은 677년 얼스터 연대기에 기록되어 있다. 그는 콜룸바 히엔시스에 대해 다음과 같이 썼다.
수십 척의 쿠라흐에 불쌍한 사람들의 군대와 함께 그는 긴 머리의 바다를 건넜다.
그는 파도가 흩뿌려진 야생 지역을 건넜다.
거품이 낀, 물개가 가득한, 야만적이고, 뛰고, 끓고, 하얗게 덮인, 즐거운, 슬픈 곳.

#### 스페이강의 쿠라흐
1795년 스코틀랜드 통계 보고서에 따르면 다음과 같은 기록이 있다.
"[한] 남자가 '쿠라흐'라고 불리는 배에 앉아 있는데, 가죽으로 만들어졌고 모양은 작은 양조용 주전자 크기이고 위가 아래보다 넓으며, 내부에는 나무로 된 갈비살 또는 테두리가 있고, 앉을 수 있는 가로 막대가 있습니다. . . . 이 쿠라흐는 매우 가벼워서 남자들은 스페이머스에서 집까지 등에 지고 갔습니다."
따라서 스페이 쿠라흐는 설계 면에서 웨일스 코러클과 유사하며, 넓은 바다가 아닌 강에서 사용되는 것으로 보인다. 그러나 20년 전, 쇼의 모레이 지역의 역사 (1775)에는 더 큰 쿠라흐에 대한 기록이 있다.
"이제는 희귀해진 쿠라흐를 추가하자. . . . 모양은 타원형이고 폭은 거의 3피트, 길이는 4피트이다."
스코틀랜드 법원 기록 (1780)에는 더 자세한 설명이 있다.
"쿠라흐는 운전하는 데 한 사람만 있으면 되었고, 뗏목은 두 사람과 노가 필요했습니다. 쿠라흐의 남자는 삽으로 노를 저었고, 밧줄의 한쪽 끝은 뗏목에 고정되었고, 다른 쪽 끝은 쿠라흐에 있는 남자의 무릎에 묶여 있었는데, 위험이 있을 때는 풀었고, 쿠라흐는 뗏목 앞에서 갔습니다."
스페이 쿠라흐는 아인슬리의 순례 등(1822)에 설명된 것처럼 그곳에서 목재 무역에 사용되었다.
"강이 갑자기 굽어지면서 넓고 깊어지는 회전 구간이 되었고, 그 가슴 위로 연어 낚싯배, 또는 쿠라흐가 떠 있었다."
"따라서 쿠라허(curracher)는 쿠라흐에 앉아 스페이강을 따라 떠내려가는 목재를 안내하는 사람이다."
이것들은 20세기까지 살아남았을 수 있다. 밴프셔 저널(1926)에 "커릭"에 대한 언급이 있다.

## 현재 경주용 보트로 사용
쿠라흐는 이제 경주용 보트로 살아남아, 훨씬 더 현대적인 유형의 보트와도 경쟁한다. 매년 열리는 런던 그레이트 리버 레이스에서 쿠라흐는 핸디캡으로 가장 빠른 보트인 종합 순위에서 꾸준히 뛰어난 성적을 거두었다. 특히 2007년, 2008년, 2010년에 주목할 만하다.
쿠라흐는 2015년 제1회 레이스 투 알래스카에 참가했다. 두 명의 캐나다 승무원이 탑승한 웨스트 케리 나옴호그는 워싱턴주 포트 타운센드에서 알래스카주  Ketchikan까지 인사이드 패시지를 통해 1,200km 무동력 여행을 시도했다.
쿠라흐 경주는 밀워키 아이리시 페스트에서도 열린다. 이 행사는 매년 8월 말에 밀워키 아일랜드 쿠라흐 클럽이 주최하며, 축제 기간 동안 대중이 관람할 수 있는 두 개의 경주가 있다.
쿠라흐 경주는 또한 북미 쿠라흐 협회의 일환으로 뉴욕주 알바니, 메릴랜드주 애나폴리스, 매사추세츠주 보스턴, 펜실베니아주 리츠데일, 코네티컷주 뉴 런던, 펜실베니아주 피츠버그 및 필라델피아에서도 개최된다.
경주는 마르 벨라 해변의 바세 나우티카에서 바르셀로나에서 열린다. 예술가이자 보트 제작자인 마크 레든은 현대적인 재료와 전통적인 재료를 조합하여 함대를 만들었다.

## 같이 보기
- 평저선
- 쿠파
- 우미악

## 참고문헌
- Hornell, James (1939년 2월 11일), “British Coracles and Irish Curraghs: with a Note on the Quffah of Iraq”, 《Nature》 143 (224): 224, Bibcode:1939Natur.143R.224., doi:10.1038/143224c0, ISSN 1476-4687
- Hornell, James (1977), 《British Coracles and Irish Curraghs》 fir판, New York: Ams Press Inc, ISBN 978-0-404-16464-5 Extract dealing with the Irish Currach
- Ua Maoileoin, Pádraig (1970), 《Na hAird ó Thuaidh》 seco판, Baile Átha Cliath: Sáirséal agus Dill
- Tyers, Pádraig, 편집. (1982), 《Leoithne Aniar》 fir판, Baile an Fheirtéaraigh: Cló Dhuibhne
- Mac an Iomaire, Séamas (2000), 《The Shores of Connemara》 fir판, Newtownlynch, Kinvara: Tir Eolas, ISBN 978-1-873821-14-5
- Ainslie, H. Pilgrimage etc. (1822)
- Banffshire Journal (18 May 1926)
- Buitléar, Cian de The Canvas Currach DVD ISBN 0-9549023-2-7 (3rd July 2005)
- Dwelly, Edward Faclair Gàidhlig agus Beurla
- Shaw, L History of the Province of Moray (1775)
- Session Papers, Grant v. Duke of Gordon (22 April 1780)
- Statistical Account of Scotland (1795)
- Wylie, Rev. J.A. History of the Scottish Nation, Vol. 2 (1886)